# Restes prehistòriques de Son Mut Nou - Sa Pleta Redona
Les restes prehistòriques de Son Mut Nou - Sa Pleta Redona és un jaciment arqueològic format per restes d'un poblat situat al lloc anomenat sa Pleta Redona de la possessió de Son Mut Nou del municipi de Llucmajor, Mallorca.
El jaciment es divideix en dos nuclis:
1. El nucli del nord-est està constituït per una naveta d'habitació, un fragment de murada i una cova.
2. El nucli del sud-est, situat sobre la zona més elevada del terreny, ocupa una extensió major, i té un nombre més gran de construccions. En aquest segon nucli es distingeixen diverses construccions prehistòriques de planta irregular, algunes de planta rectangular i nombroses filades de doble paret. Cap al sud-oest, a pocs metres d'una barraca de roter, apareix una estructura en planta de grans dimensions i d'època no determinada. També dins aquest segon nucli hi ha una cova. Però l'abundància de vegetació en dificulta la interpretació del conjunt.[2][3]